# Dubrovka (stanice metra v Moskvě)
Dubrovka  (rusky Дубровка) je stanice moskevského metra. Je zde možný bezplatný přestup na cca 400 metrů vzdálenou stejnojmennou stanici na Moskevském centrálním okruhu.

## Charakter stanice
Dubrovka se nachází na Ljublinské lince. Je to hluboko pod zemí založená (se svými 62,5 m hloubky byla až do roku 2003 opravdu tou nejhlubší), ražená, trojlodní stanice s jedním výstupem vedeným ze střední lodi eskalátorovým tunelem do podzemního vestibulu. Za dekorační prvky ve stanici byl zvolen bílý mramor a pro podlahu pak žula různých barev. V prostoru nástupiště se také nachází jedna skleněná mozaika, která zakončuje zkrácenou střední loď. Název stanici dala přilehlá oblast, projektové jméno však znělo Šarikopodšipnikovskaja podle stejnojmenné ulice vedoucí nad stanicí. Otevřena pro cestující byla 11. prosince 1999, jako poslední ze stanic Ljublinské linky, její výstavba se však zahájila ve stejnou dobu jako u ostatních. Zpoždění vyvolaly ztížené geologické podmínky při výstavbě eskalátorového tunelu.